# Livet – berättelser från Svenskfinland
Livet – berättelser från Svenskfinland är en finländsk dokumentär-TV-serie från Svenska Yle, som sänds på Yle Teema & Fem och finns tillgänglig via Yle Arenan. Serien hade premiär den 31 januari 2022 och sänds fortfarande. Den belyser personliga och berörande livsberättelser från olika delar av Svenskfinland.

## Innehåll
I serien möter tittaren människor som gjort betydelsefulla insikter i sina liv, tagit tag i sina drömmar eller kämpat sig igenom svåra perioder. Avsnitten präglas av vardagsnära berättelser som erbjuder igenkänning, inspiration och hopp.
Syftet med serien är att lyfta fram att livet, trots sina utmaningar, bär – och att det är värt att leva. Programmet visar exempel på mod, styrka, förändring och medmänsklighet i olika former.